# 26390 Rušin
26390 Rušin è un asteroide della fascia principale. Scoperto nel 1999, presenta un'orbita caratterizzata da un semiasse maggiore pari a 2,6443918 UA e da un'eccentricità di 0,0895466, inclinata di 15,59921° rispetto all'eclittica.